# Къща музей „Иван Вазов“ (София)
Вижте пояснителната страница за други значения на Къща музей „Иван Вазов“.
Къщата музей „Иван Вазов“ се намира на ъгъла на ул. „ Раковски“ и ул. „Иван Вазов“ (някогашната улица „Вълкович“), откъм която е входът. Това е първият литературен музей в България. Открит е на 26 ноември 1926 г.
Къщата е построена през 1895 г. по заръка на самия Иван Вазов, след завръщането му от Русия, на терен, собственост на брат му Кирил. В нея Иван Вазов живее и твори най-дълго време. В една от стаите на първия етаж е уредена художествено-документалана експозиция, в която са изложени някои от подаръците и наградите, получени от него за двата му юбилея през 1895 и 1920 г. До втория етаж се стига по дървено стълбище, а над парапета му са закачени художествено изработени поздравителни адреси с оригиналните подписи на проф. Иван Шишманов, Адриана Будевска, Ян Мърквичка, Георги Райчев, Иван Лазаров и Елин Пелин, който е първият уредник на музея.
На втория етаж се намира кабинетът на Иван Вазов, където са работната маса и личната библиотека на писателя, лични вещи, картини, портрети и предмети. Кабинетът е свързан с преходна врата със спалнята на поета, където в малка витрина са изложени дрехите му. На етажа се намират и гостната стая и стаята на майка му Съба Вазова.
На първия етаж до вратата, която води към двора и пристройката, служила някога за кухня, е разположена семейната трапезария. Там, на стола с черна панделка, Вазов е седял по време на последния си обяд.